# Elecciones estatales de Baja California Sur de 1990
Las elecciones estatales de Baja California Sur de 1990 se realizaron el 4 de febrero de 1990 y en ellas se renovaron los siguientes cargos de elección popular del estado mexicano de Baja California Sur:
- 18 diputados del Congreso del Estado. 15 electos por mayoría relativa y 3 designados mediante representación proporcional para integrar la VI Legislatura.
- 4 ayuntamientos. Compuestos por un presidente municipal y sus regidores, electos para un periodo de tres años.

## Resultados

### Congreso del Estado de Baja California Sur
|  | 57.57 % |

|  | 29.72 % |

|  | 2.62 % |

|  | 1.43 % |

|  | 1.42 % |

|  | 1.29 % |

|  | 0.80 % |

|  | 5.11 % |

|  | 100 % |

### Ayuntamientos
|  | 60.70 % |

|  | 31.35 % |

|  | 2.07 % |

|  | 1.18 % |

|  | 1.07 % |

|  | 1.04 % |

|  | 0.42 % |

|  | 97.87 % |

|  | 2.13 % |